# Delhi–Amritszár nagysebességű vasútvonal
A Delhi–Amritszár nagysebességű vasútvonal egy tervezett, 450 km hosszú, 1435 mm-es nyomtávolságú nagysebességű vasútvonal Indiában, amely amely India fővárosát, Delhit kapcsolná össze Amritszár várossal. Ez egyike a 2019-re tervezett hat új nagysebességű vasúti folyosónak. A tervek szerint a vasútvonalat 25 kV 50 Hz AC áramrendszerrel villamosítanák. A vasútvonal várható megnyitása 2051.
Az Észak-India fontos városait összekötő nagysebességű vasútvonal a jelenlegi hat óráról kevesebb mint két órára rövidítené le a menetidőt.

## Állomások
A vonat a delhi Dwarkából indulna, és Sonipat, Panipat, Kurukshetra, Ambala, Mohali, Ludhiana, Phagwara, Jalandhar és Amritszár városok állomásain állna meg.

### Amritsar-Jammu
A vasúti minisztérium által bemutatott Nemzeti Vasúti Terv (NRP) szerint a Delhi-Amritsar vonalat Pathankot-on keresztül Jammuig hosszabbítanák meg, hogy gazdasági lendületet adjanak Dzsammunak, valamint javítsák a Vaishno Devi turisztikai összeköttetését.